# Niban Rock
Der Niban Rock (japanisch 二番岩 Niban-iwa, deutsch ‚Nummer-Zwei-Felsen‘; norwegisch Andretoppen ‚Zweitgipfel‘) ist ein Felsvorsprung an der Kronprinz-Olav-Küste im ostantarktischen Königin-Maud-Land. Er ragt 13 km südwestlich des Kap Hinode auf.
Luftaufnahmen und Vermessungen einer von 1957 bis 1962 dauernden japanischen Antarktisexpedition dienten seiner Kartierung. Japanische Wissenschaftler nahmen auch 1962 die deskriptive Benennung vor, die das Advisory Committee on Antarctic Names 1964 in einer Teilübersetzung ins Englische überführte. Hintergrund der Benennung ist,  dass dieser Felsen der zweitöstlichste war, den die japanische Antarktisexpedition 1957 bei der Erkundung der Küste erreicht hatte.